# إرينا أمالي أندرسن
إرينا أمالي أندرسن (بالدنماركية: Irina Amalie Andersen)‏ هي لاعبة كرة الريشة دنماركية، ولدت في 15 أكتوبر 1998.

## وصلات خارجية
- إرينا أمالي أندرسن على موقع BWF.tournamentsoftware.com (الإنجليزية)
- إرينا أمالي أندرسن على موقع BWFbadminton.com (الإنجليزية)